# James Whitham

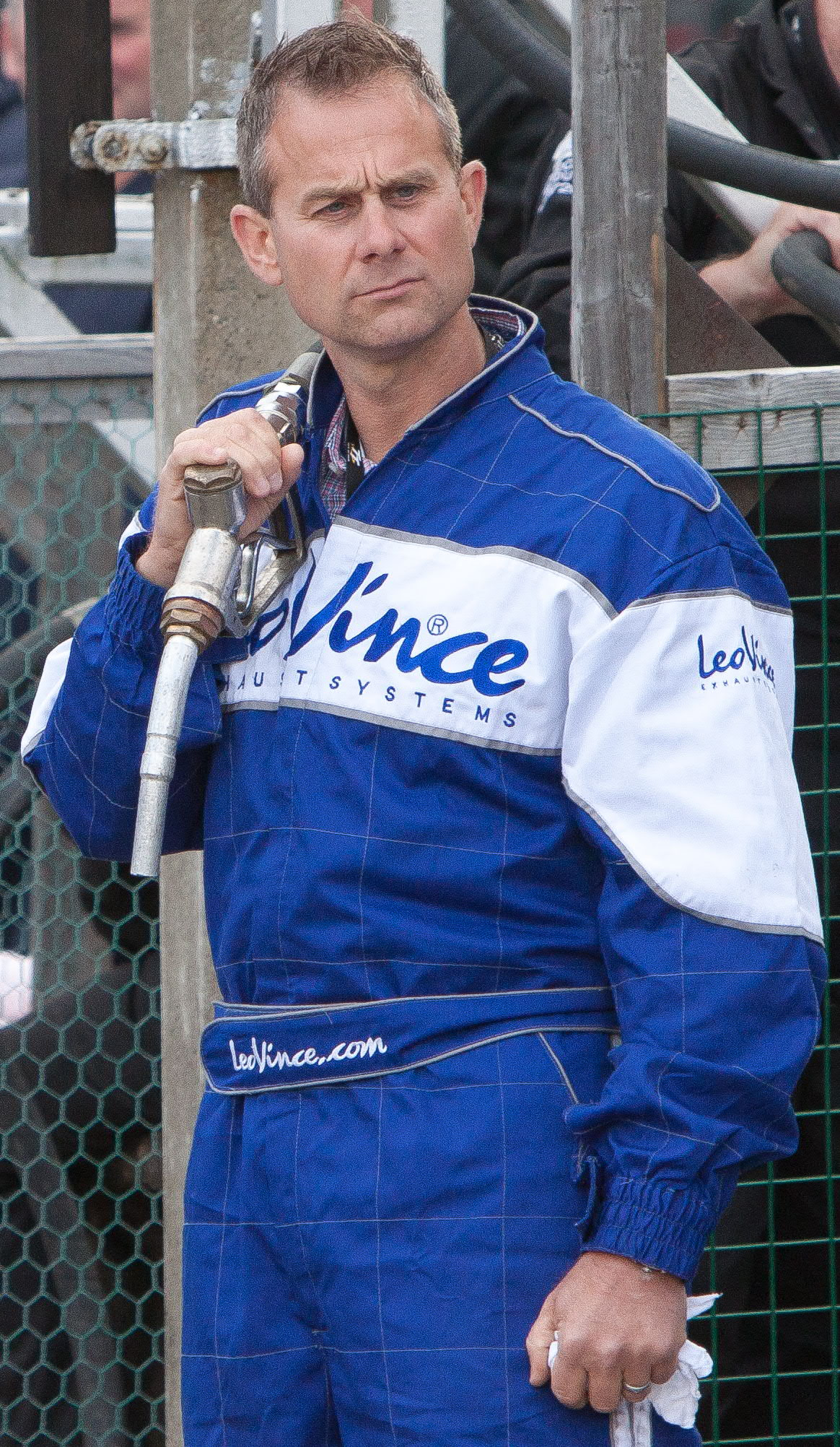
James Whitham in 2012.

James Michael "Jamie" Whitham (Huddersfield, 6 september 1966) is een Brits voormalig motorcoureur.

## Carrière
Whitham nam tussen 1986 en 1989 ieder jaar deel aan de Isle of Man TT, met drie top 6-finishes. werd in 1986 kampioen in het Britse 80 cc-kampioenschap. Dat jaar debuteerde hij ook in de 80 cc- en 125 cc-klasses van het wereldkampioenschap wegrace tijdens zijn thuisrace. Hij werd in de 80 cc zeventiende voor Krauser, terwijl hij in de 125 cc voor MBA niet aan de finish kwam. In 1988 werd hij kampioen in het 1300 cc Production British Championship. In 1990 debuteerde hij in het wereldkampioenschap wegrace op een Honda tijdens de eerste twee raceweekenden, met een twaalfde plaats op Donington als beste resultaat.
In 1991 won Whitham de MCN TT Superbike Challenge in 1991 voor Suzuki, en in 1992 keerde hij terug naar het WK superbike, eveneens voor Suzuki, in de races op Donington, met een elfde en een veertiende plaats als resultaten. Verder nam hij deel aan twee races van de 500 cc-klasse van het WK wegrace op een Harris Yamaha, met een negende plaats in Frankrijk als beste resultaat.
In 1993 won Whitham de titel in zowel de Supercup- als in de ACU TT-klasses van het Brits kampioenschap superbike in 1993 voor Yamaha. Verder reed hij in zes raceweekenden van het WK superbike, eveneens voor Yamaha, waarin hij in de laatste race op Donington zijn eerste podiumplaats behaalde. In 1994 reed hij zijn eerste volledige seizoen in het WK superbike op een Ducati. Nadat hij in Albacete al tweemaal op het podium had gestaan, behaalde hij in Sentul zijn eerste zege in de klasse. Met 129 punten werd hij zevende in de eindstand. In 1995 keerde hij terug naar het Britse kampioenschap, maar hij moest het seizoen voortijdig afbreken omdat hij de ziekte van Hodgkin had opgelopen. Voor die tijd reed hij nog wel twee races als wildcardcoureur in het WK superbike op Donington, waarin hij een podiumplaats behaalde. Ook had hij zich ingeschreven voor de WK 500 cc-race in zijn thuisland, maar verscheen hierin niet aan de start.
In 1996 keerde Whitham na zijn ziekte terug in het Brits kampioenschap superbike, waarin hij op een Yamaha reed. Hij won tien races en eindigde in zes andere races op het podium, maar vanwege een aantal nulscores werd hij met 390 punten tweede in het klassement, met vier punten achterstand op Niall Mackenzie, die slechts vijf overwinningen had behaald. Ook reed hij in vier weekenden van het WK superbike, waarin twee zesde plaatsen in Monza en Assen zijn beste klasseringen waren. In 1997 reed Whitham een volledig seizoen in het WK superbike voor Suzuki. Hij behaalde twee podiumplaatsen in Hockenheim en Monza en werd met 140 punten achtste in de eindstand. In 1998 behaalde hij een podiumplaats op Brands Hatch en werd hij opnieuw achtste in de eindstand, ditmaal met 173 punten.
In 1999 kreeg het superbiketeam van Suzuki een nieuwe eigenaar en werd het contract van Whitham niet verlengd. Hierop stapte hij over naar de 500cc-klasse van het WK wegrace, waarin hij vanaf de derde race in Spanje uitkwam bij Modenas, het team van Kenny Roberts senior, als vervanger van de vertrokken Jean-Michel Bayle. Dit team was echter niet competitief en Whitham kwam slechts eenmaal aan de finish; in de Grand Prix van Italië scoorde hij twee WK-punten met een veertiende plaats. In het weekend in Grand Prix-wegrace van Tsjechië brak hij bij een ongeluk zijn heup, waardoor hij de rest van het seizoen moest missen en werd vervangen door José David de Gea. Voor zijn blessure debuteerde hij dat jaar in het wereldkampioenschap Supersport op een Yamaha als wildcardcoureur in de race op Donington, die hij direct wist te winnen.
In 2000 reed Whitham een volledig seizoen in het WK Supersport voor Yamaha. Hij won de seizoensopener op Phillip Island en behaalde podiumplaatsen op Donington, Monza en Brands Hatch, maar hij viel tijdens het seizoen ook vijf keer op een rij uit. Hierdoor werd hij slechts zesde in het kampioenschap met 104 punten. In 2001 won hij een race op Monza en stond hij daarnaast op Brands Hatch, Assen en Imola op het podium. Met 106 punten werd hij achter Andrew Pitt, Paolo Casoli en Jörg Teuchert vierde in het klassement. In 2002 won hij een natte race op Silverstone en kwam hij ook op Misano op het podium terecht. Een aantal nulscores zorgden er echter voor dat hij met 80 punten naar de tiende plaats in de eindstand zakte.
Na het seizoen 2002 moest Whitham zijn motorsportcarrière beëindigen omdat hij last kreeg van glaucoom als gevolg van eerdere chemotherapie. Vervolgens ging hij aan de slag als motorsportcommentator en -analist voor de Britse televisiezenders Eurosport, Channel 4 en ITV.